# Europa Anguissola
Europa Anguissola (Cremona, 1548-50 circa – 1578) è stata una pittrice italiana della nobile famiglia cremonese degli Anguissola, sorella della ben più celebre pittrice Sofonisba Anguissola e delle altre pittrici Elena, Lucia e Anna Maria Anguissola.

## Biografia

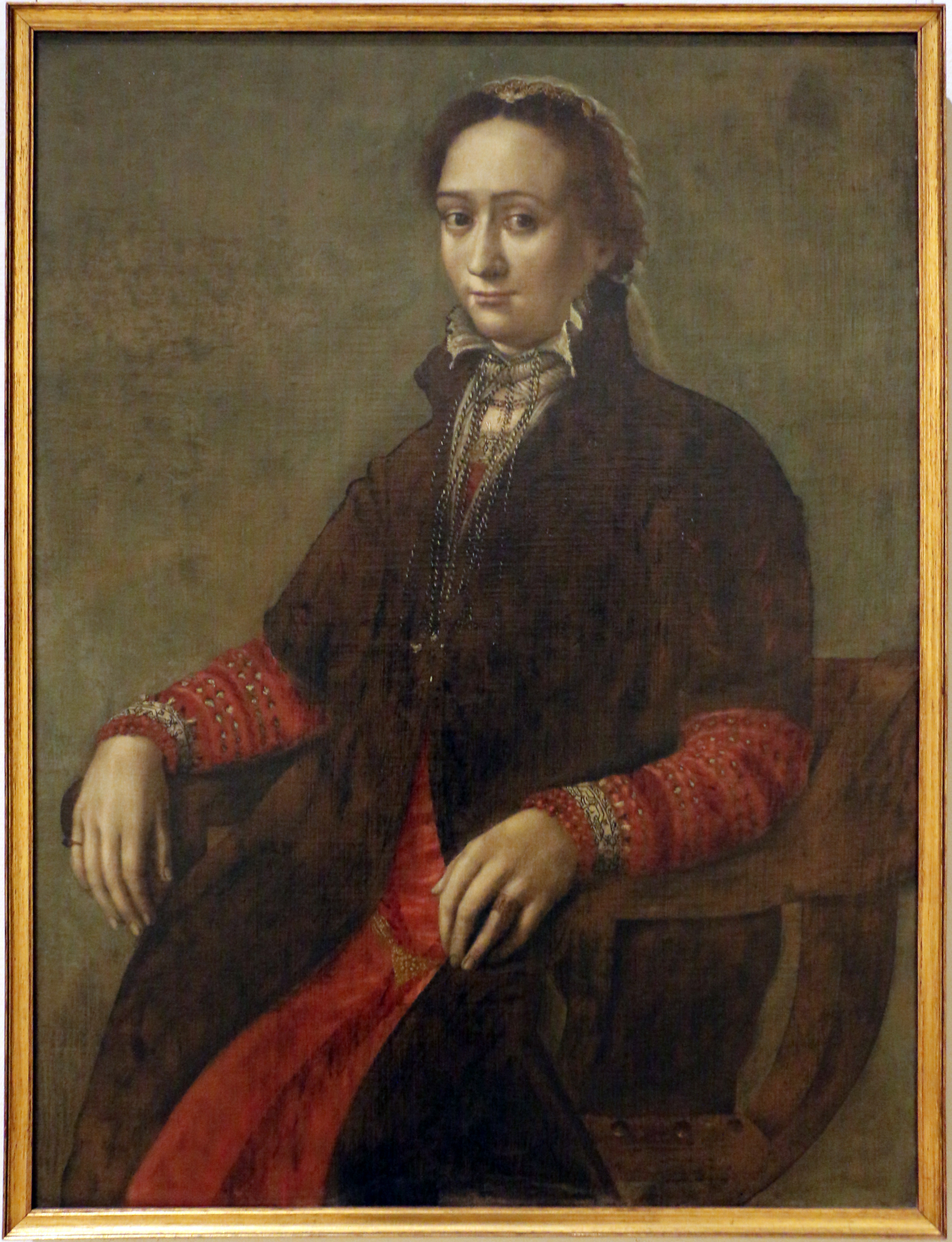
Ritratto di Livia de Lanchi, opera attribuita a Europa Anguissola, olio su tela, 98 × 73 cm (101 × 76.5 × 5 cm con cornice), post 1575 (Castello Sforzesco, Milano, Italia)

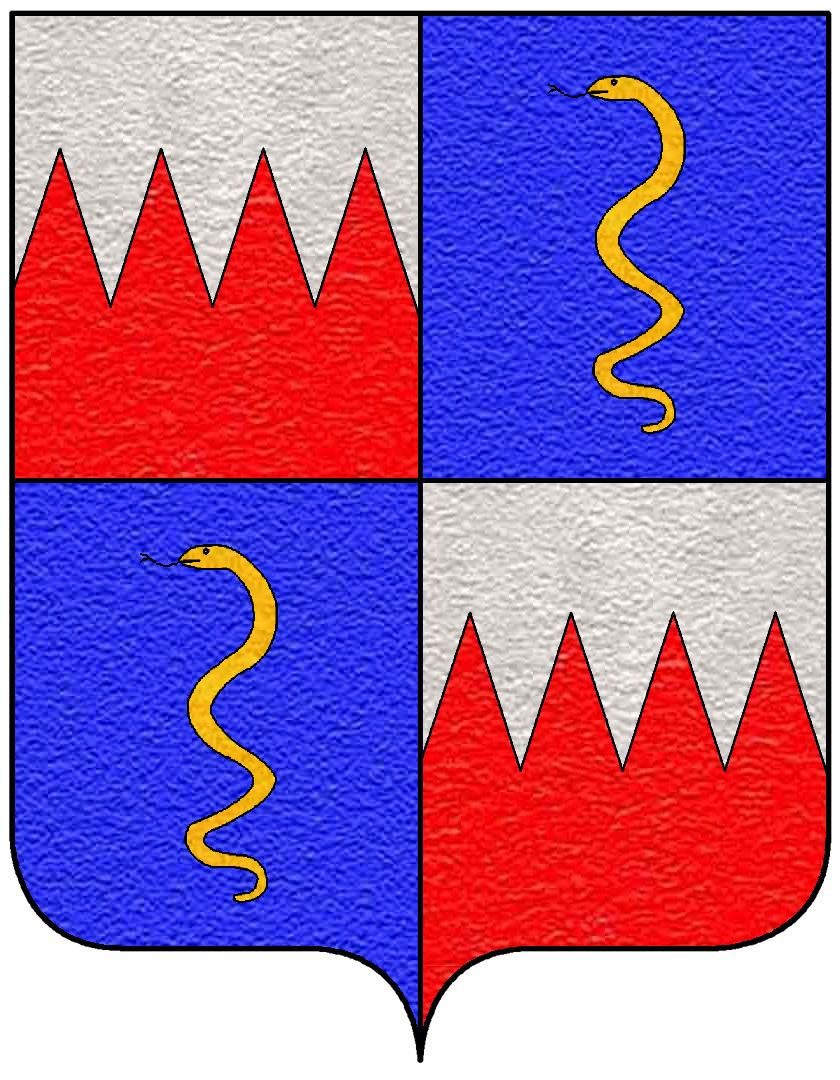
Stemma Anguissola

Scarse sono le fonti biografiche riguardanti la sua vita. Europa Anguissola nacque probabilmente a Cremona tra il 1548 e il 1550 circa. Il cognome è stato anche riportato trascritto come Anguisciola o Angussola.
Suo padre era Amilcare Anguissola, membro della piccola nobiltà cremonese, e sua madre era Bianca Ponzoni, che venne sposata da Amilcare in seconde nozze intorno al 1530 circa. Europa era la quinta di sei sorelle e un fratello, Asdrubale Anguissola. Ad eccezione di Minerva Anguissola, tutte le altre cinque sorelle furono pittrici e cioè Sofonisba, Elena, Lucia, Anna Maria ed Europa stessa. Suo padre infatti incoraggiò le figlie a coltivare gli studi umanistici e artistici ed in particolar modo Sofonisba ed Elena vennero formate insieme nelle botteghe dei maestri Bernardino Campi e di Bernardino Gatti, detto "il Sojaro". L'artista e storico Giorgio Vasari invece riporta erroneamente il nome di Giulio Campi come maestro di Sofonisba e riporta come sue discepole anche Europa, Lucia e Anna, non citando neppure l'altra sorella Elena:
Come già asserito, il Vasari parla di Sofonisba e delle sue sorelle pittrici in una raccolta di biografie di vari artisti lombardi, parte delle sue Vite (1568), e nello specifico di Europa scrisse che:
Dalla testimonianza del Vasari, quindi, si viene a conoscenza che già in giovane età Europa era un'abile ritrattista e disegnatrice, avendo realizzato i ritratti di molti uomini cremonesi e uno della madre Bianca inviato alla corte reale in Spagna, dov'era già presente anche la sorella Sofonisba. Tuttavia di queste opere non vi è più traccia al giorno d'oggi.

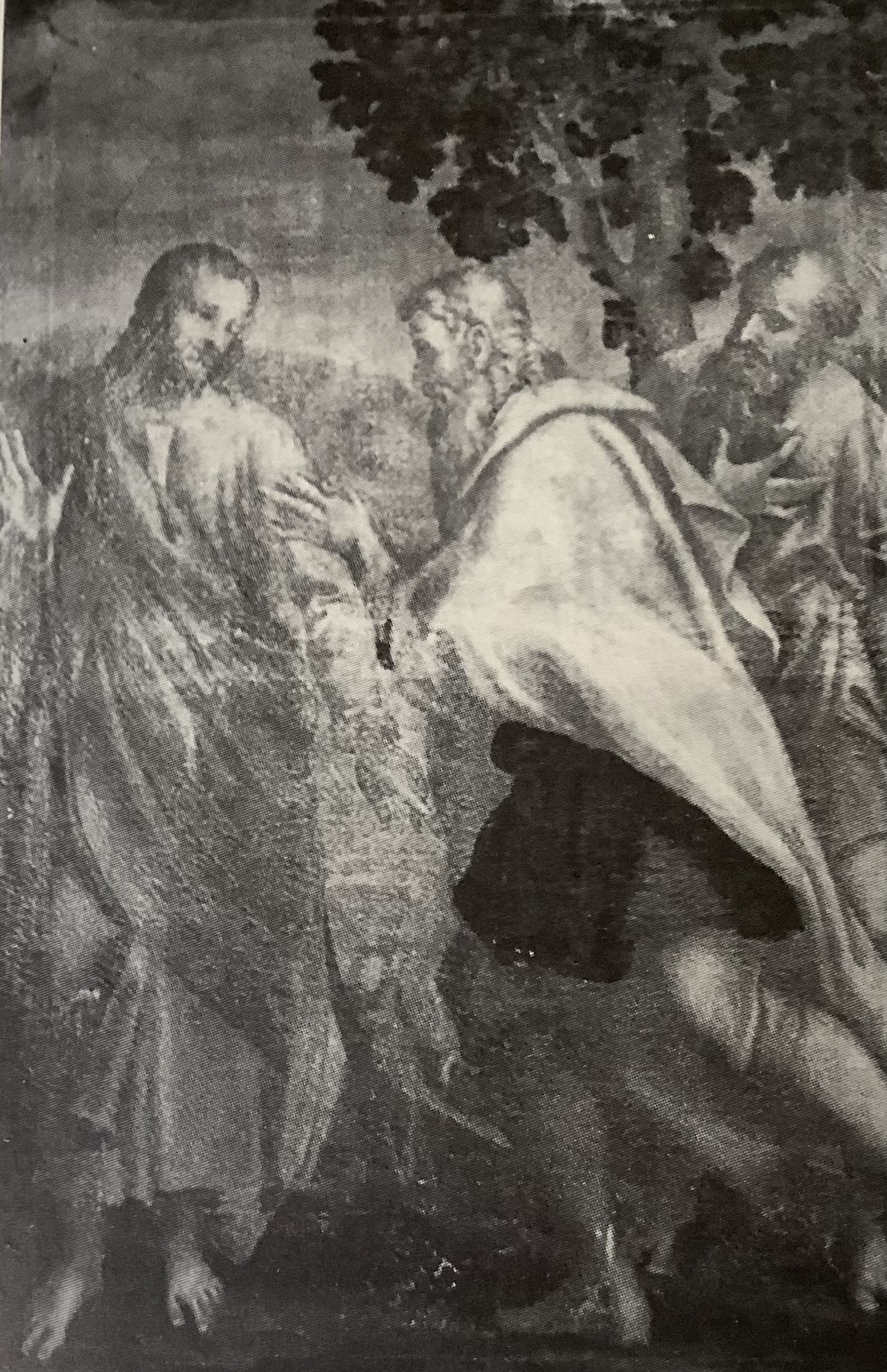
Vocazione di Sant'Andrea (o Vocazione di San Pietro e Sant'Andrea), opera firmata di Europa Anguissola, olio su tela, 200 × 128 cm, 1570-1578 circa (Chiesa di Sant'Andrea di Vidiceto, Cingia de' Botti, Italia)

Con stile simile all'illustre sorella, oltre al perduto ritratto della madre Bianca citato dal Vasari, altre opere di Europa esistono oggi. Due dipinti, una sua Vocazione di Sant'Andrea firmata e una connessa Deposizione, sono ubicati nella chiesa parrocchiale di Vidiceto (Cingia de' Botti); una Madonna della Scodella è invece custodita nel Museo civico Ala Ponzone di Cremona; una Pala con San Francesco stigmatizzato è invece nella chiesa di Casalbuttano.
Oltre alle opere citate, un'altra opera attribuita alla mano di Europa è anche il Ritratto di Livia de Lanchi al Castello Sforzesco di Milano, entrato nella pinacoteca nel 1863 tramite il lascito testamentario dell'allora proprietario Antonio Guasconi. L'opera si presentava in pessimo stato di conservazione, con tagli, lacune e abrasioni e un intenso restauro fu effettuato nel 1975 da Giovanni Rossi, sebbene tuttora lo strato pittorico risulti rovinato. L'iscrizione a caratteri cubitali presente, a stento ne permette la lettura del nome e dell'età dell'effigiata: Livia de Lanchis / Anno [...] 18. Sebbene collocata nell'ambito delle sorelle Anguissola, la scarsa qualità dell'opera permette di escludere le ben più esperte Sofonisba e Lucia, lasciando l'attribuzione a Europa o Anna Maria e propendendo per la prima. Di fatti, la resa naturalistica senza idealizzazioni e lo stile di altri dettagli, come le mani, le labbra e le ombre, collegano innegabilmente il ritratto a quello di Angela Fossa Schinchinelli presente nella Pala con San Francesco stigmatizzato, opera certa di Europa realizzata tra il 1569 e il 1578. La vendita di una villa cremonese ha fatto riemergere un raro ritratto certamente di Europa (con tanto di firma) raffigurante un membro della famiglia Affaitati. Si tratta dell'unica opera ad oggi nota che sia un ritratto e non un soggetto di carattere religioso.
Europa sposò Carlo Schinchinelli nel 1569 e morì giovane pochi anni dopo, prima del 18 gennaio 1578.

## Aspetto fisico
In un piccolo tondo, un dipinto raffigurante una bambina a mezzo busto di tre quarti e attribuito alla mano di Lucia Anguissola, sono state riconosciute le fattezze di una giovane Europa ed infatti l'opera è conosciuta come Ritratto di Europa Anguissola bambina (oggi alla Pinacoteca Tosio Martinengo di Brescia). Lungo il bordo sinistro dell'opera è stata individuata un'iscrizione che, trascritta, recita: Europa a Lucia sorore / pict[rice] Amilcaris Anguis[s]ola f[ieri] f[ecit] (ovvero "Europa fece fare [questo ritratto] dalla sorella Lucia pittrice, figlia di Amilcare Anguissola").
Altra importante opera per la ricostruzione fisica dell'artista è quella della Partita a scacchi dipinta da Sofonisba Anguissola nel 1555 e nella quale ritrae tre delle sue sorelle, come da lei stessa asserito nell'iscrizione posta a un lato della scacchiera: Sephonisba Angvssola virgo Amilcaris filia ex vera efigie tres svas sorores et ancilam pinxit MDLV. In base alla loro età e all'anno di esecuzione, le tre sorelle dipinte da Sofonisba sono state identificate rispettivamente con Lucia a sinistra, Europa al centro e Minerva a destra e sono tutte e tre vestite con abiti sontuosi e gioielli.
Inoltre i tratti di Europa sono stati riconosciuti in due disegni di Sofonisba, uno è il Fanciullo morso da un gambero (c. 1554, oggi al Museo nazionale di Capodimonte a Napoli) e l'altro è la Vecchia che studia l'alfabeto ed è derisa da una bambina (c. 1559, oggi al Gabinetto dei Disegni e delle Stampe degli Uffizi a Firenze). Per il secondo c'è anche chi ha ipotizzato che raffiguri una giovane Lucia, ma in genere è datato al 1559 circa e l'effigiata è individuata in Europa, per l'appunto, mentre nella prima ipotesi il disegno dovrebbe anticiparsi e collocarsi almeno nella prima metà degli anni '50 del 1500.

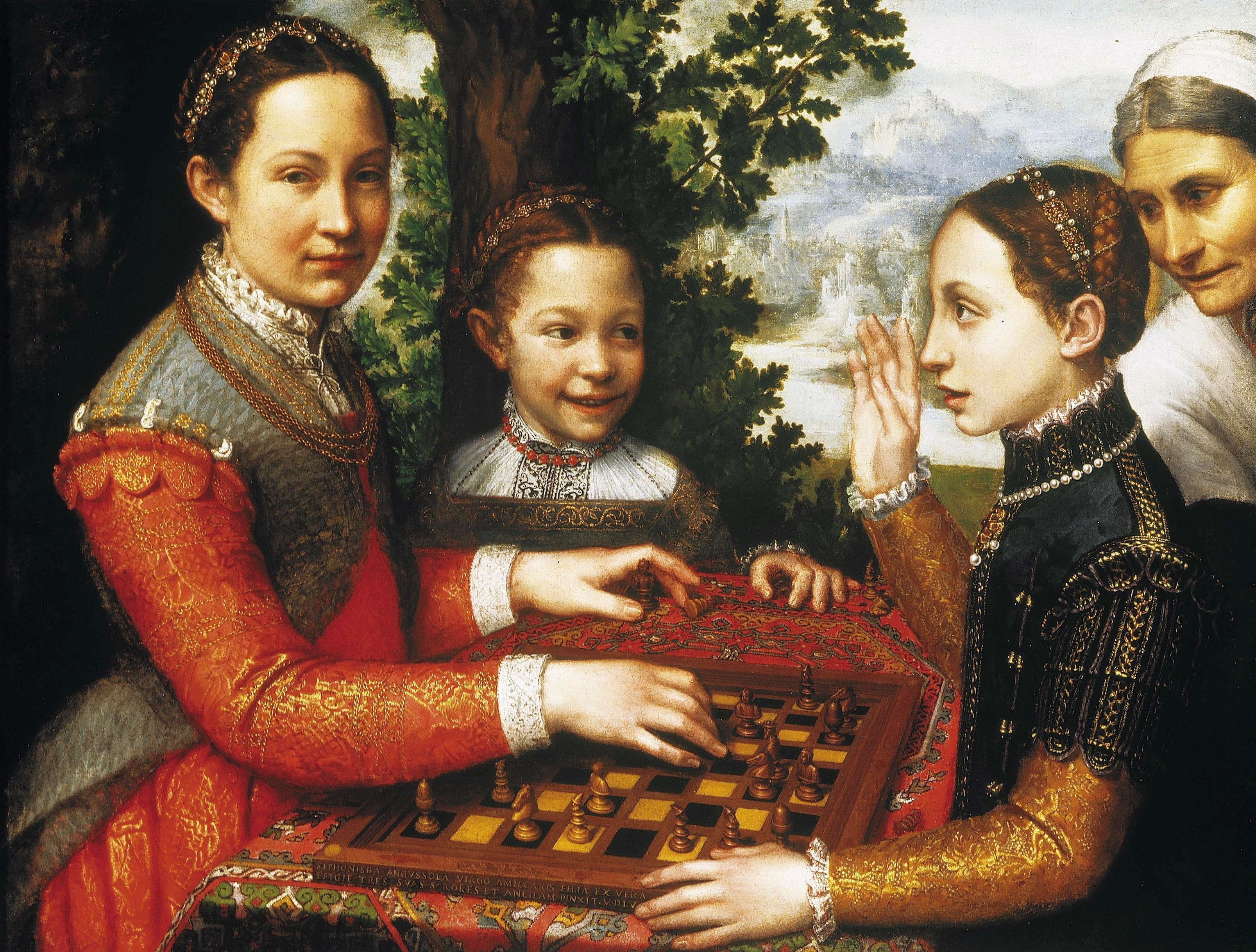
Partita a scacchi, opera di Sofonisba Anguissola, olio e tempera su tela, 72 × 97 cm, 1555 (Museo Nazionale, Poznań, Polonia)
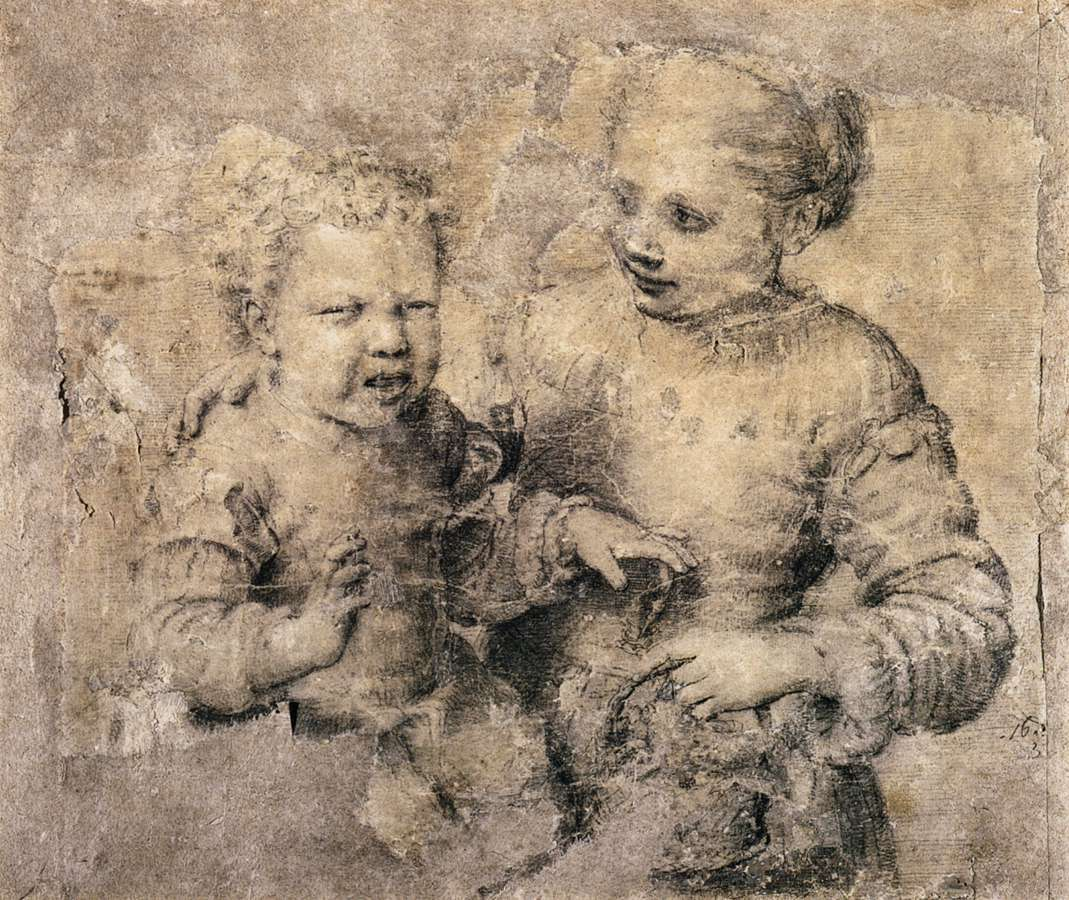
Fanciullo morso da un gambero
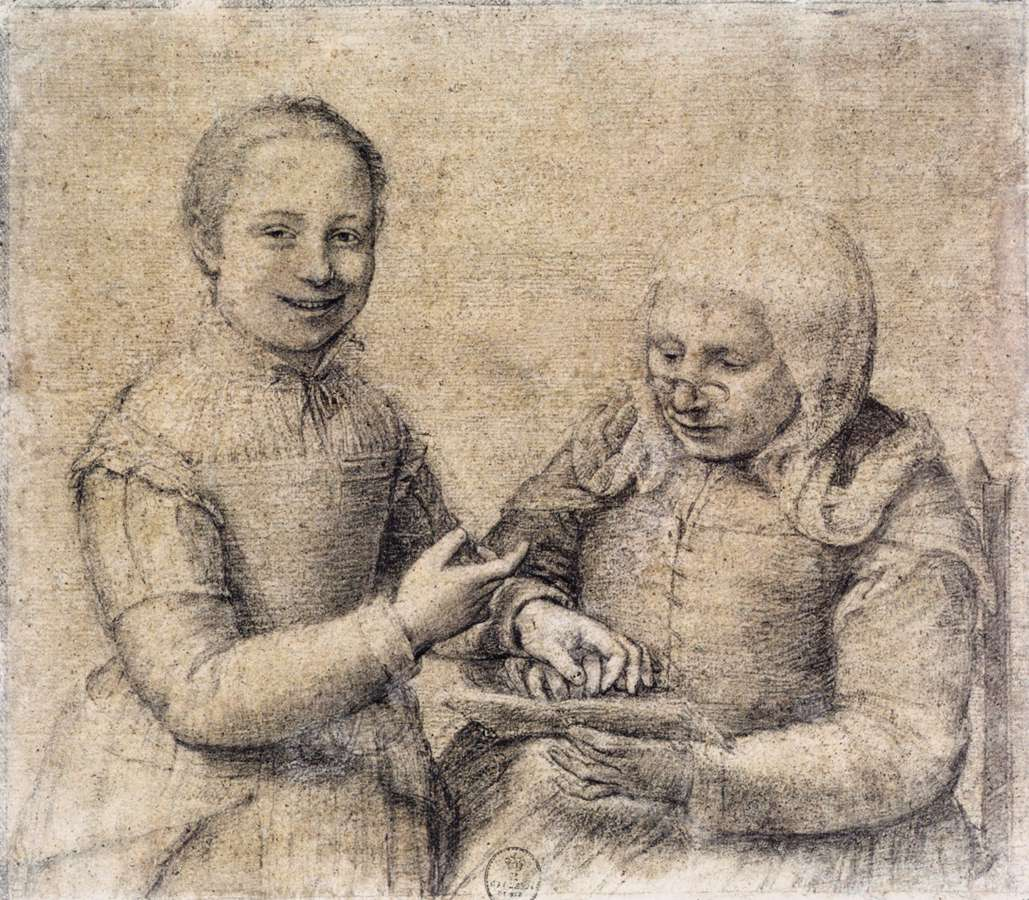
Vecchia che studia l'alfabeto ed è derisa da una bambina